# Zamach stanu w Etiopii (1928)
Zamach stanu w Etiopii – nieudana próba obalenia następcy tronu, Ras Tafari Makonnena, przez zwolenników cesarzarzowej Zauditu.

## Przebieg
We wrześniu 1928, grupa puczystów (do której należały osoby z otoczenia cesarzowej Zauditu) postanowiła pozybyć się Tafari Makonnena. Dzięki temu, władczyni miałaby całą władzę w kraju w swoich rękach.

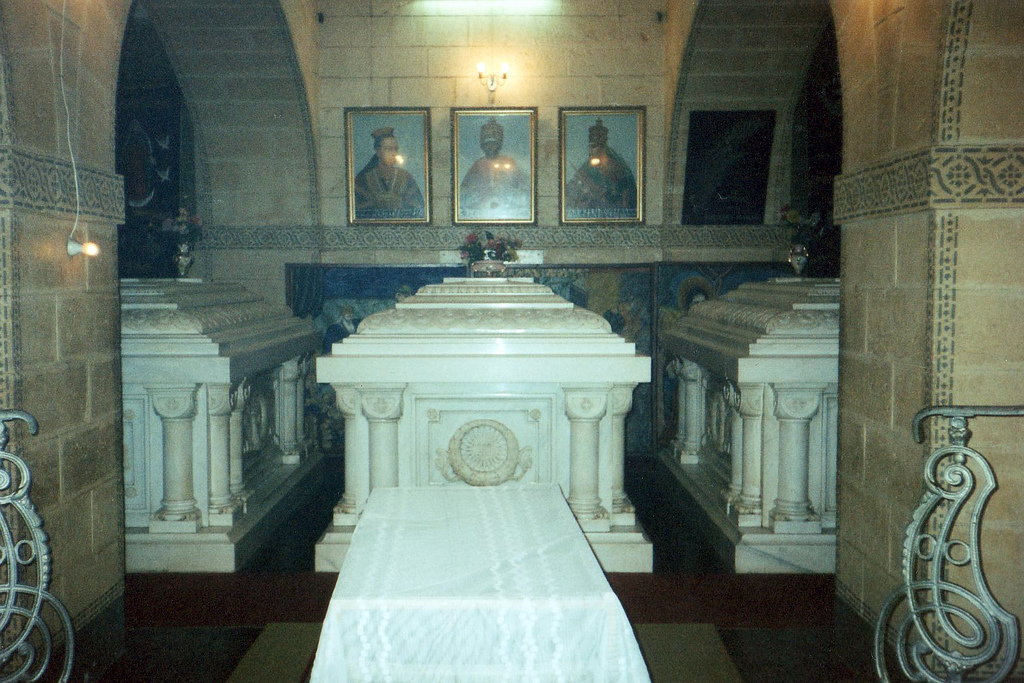
Mauzoleum Menelika II

Podczas zamachu, następca tronu i jego ludzie schronili się w mauzoleum Menelika II. Tam, będąc otoczeni przez swoich przeciwników, oczekiwali odsieczy. Zostali oni niebawem oswobodzeni przez wojska wierne Tafariemu, lepiej uzbrojone od puczystów (importowane karabiny, małe działo i czołg Fiat 3000).